# Chapelle Saint-Monon d'Hubermont
La chapelle Saint-Monon est un petit édifice religieux catholique sis à Hubermont, au sud-est de La Roche-en-Ardenne, en Belgique. Construite en 1658 et consacrée au XIXe siècle elle est le lieu de culte principal du hameau de Hubermont.  

## Histoire
Situé sur les hauteurs de l’Ourthe le village d’Hubermont eut son lieu de culte aux environs de 1658. La chapelle fut rénovée en 1817. C’est alors qu’elle fut dédiée à saint Monon. Les habitants du hameau visitaient en grand nombre la Collégiale Saint-Monon de Nassogne où se trouve la châsse des reliques du saint ardennais. C’est ce qui les porta à dédier leur chapelle au même saint Monon.  Certaines pratiques dévotionnelles tournées vers saint Monon, protecteur des animaux, existent encore à Hubermont. La chapelle fut restaurée en 1982. 

## Description
La nef de l’édifice – en moellons schisteux - est rectangulaire. Elle se termine en petite abside avec un chevet à trois pans aveugles.   La façade est surmontée d’un clocheton à ardoises avec croix en fer forgé. La chapelle abrite quelques pierres tombales.